# Raitenbuch
Raitenbuch ist eine Gemeinde im mittelfränkischen Landkreis Weißenburg-Gunzenhausen. Die Gemeinde ist Mitglied der Verwaltungsgemeinschaft Nennslingen. Raitenbuch weist die geringste Bevölkerungsdichte des Landkreises und eine der geringsten in Bayern auf.

## Geografie

### Geografische Lage
Die Gemeinde liegt im Osten des Landkreises Weißenburg-Gunzenhausen in der Region Westmittelfranken, südlich von Nürnberg und zwölf Kilometer östlich von Weißenburg. Raitenbuch befindet sich auf einer Hochfläche der Weißenburger Alb, einem Teilhöhenzug des Mittelgebirges Fränkische Alb. Im Süden und Osten führt die Grenze zum benachbarten Landkreis Eichstätt in Oberbayern. Durch das Gemeindegebiet führte der Limes. Die Gemeinde ist von den Wäldern Raitenbucher Forst, Wildhau und Raitenbucher Holz geprägt. In der Gemeinde gibt es keine natürlichen Quellen. Einziges Fließgewässer der Gemeinde ist die Anlauter, ein Nebenfluss der Schwarzach, der den Ortsteil Bechthal durchfließt und den Bechthaler Weiher speist. Durch Raitenbuch führt die Staatsstraße 2228. Auf dem Gemeindegebiet liegt im Südwesten das Naturschutzgebiet Laubenbuch. Höchste Erhebung der Gemeinde ist der Hohlbügel (587,3 m).
Die Nachbargemeinden sind:
| Ettenstatt           | Nennslingen, Burgsalach                      | Burgsalach |
| Weißenburg in Bayern | Kompassrose, die auf Nachbargemeinden zeigt  | Titting    |
| Weißenburg in Bayern | Weißenburg in Bayern, Schernfeld, Pollenfeld | Titting    |

### Gemeindegliederung
Es gibt 4 Gemeindeteile (in Klammern ist der Siedlungstyp angegeben):
- Bechthal (Kirchdorf)
- Raitenbuch (Kirchdorf)
- Reuth am Wald (Kirchdorf)
- Sankt Egidi (Weiler)

Die Einöde Bergmühle zählt zum Gemeindeteil Bechthal.
Es gibt auf dem Gemeindegebiet die Gemarkungen Bechthal, Raitenbuch, Raitenbucher Forst und Reuth im Wald. Die Gemarkung Raitenbuch hat eine Fläche von 29,605 km². Sie ist in 2001 Flurstücke aufgeteilt, die eine durchschnittliche Flurstücksfläche von 14795,11 m² haben.

### Klima
|                   | Jan | Feb | Mär | Apr | Mai | Jun | Jul | Aug | Sep | Okt | Nov | Dez |   |     |
|                   |     |     |     |     |     |     |     |     |     |     |     |     |   |     |
| Niederschlag (mm) | 60  | 54  | 61  | 53  | 78  | 81  | 98  | 77  | 67  | 65  | 65  | 72  | Σ | 831 |

|  |

|  |

|  |

|  |

|  |

|  |

|  |

|  |

|  |

|  |

|  |

|  |

|  |

|  |

|  |

|  |

|  |

|  |

|  |

|  |

|  |

|  |

|  |

|  |

## Geschichte

### Bis zur Gemeindegründung
Raitenbuch wurde 867 zum ersten Mal urkundlich erwähnt, als König Ludwig der Deutsche dem Kloster Metten auch Güter in "Rehtinbooh" schenkte (MGH DD LdD 122). Vor 1500 kam es zum Hochstift Eichstätt und gehörte damit ab 1500 zum Fränkischen Reichskreis. Das Pflegamt des Hochstiftes war mit dem größten Teil des hochstiftischen Gebietes im Reichsdeputationshauptschluss 1803 an das Fürstentum Eichstätt des Erzherzogs Ferdinand von Toskana gefallen. Seit dem Frieden von Pressburg 1805 gehört der Ort wie weite Teile Frankens zu Bayern. Mit dem Gemeindeedikt von 1818 entstand die politische Gemeinde.

### Eingemeindungen
Im Zuge der Gemeindegebietsreform wurden die Gemeinden Bechthal sowie Reuth am Wald mit seinem Gemeindeteil St. Egidi am 1. Juli 1972 nach Raitenbuch eingegliedert. Auch das ehemals gemeindefreie Gebiet Raitenbucher Forst wurde aufgelöst und nach Raitenbuch eingemeindet.

### Einwohnerentwicklung
| Bevölkerungsentwicklung | Bevölkerungsentwicklung | Bevölkerungsentwicklung | Bevölkerungsentwicklung | Bevölkerungsentwicklung | Bevölkerungsentwicklung | Bevölkerungsentwicklung | Bevölkerungsentwicklung | Bevölkerungsentwicklung | Bevölkerungsentwicklung | Bevölkerungsentwicklung |
| ----------------------- | ----------------------- | ----------------------- | ----------------------- | ----------------------- | ----------------------- | ----------------------- | ----------------------- | ----------------------- | ----------------------- | ----------------------- |
| Jahr                    | 1961                    | 1970                    | 1987                    | 1991                    | 1995                    | 2000                    | 2005                    | 2010                    | 2015                    | 2020                    |
| Einwohner               | 0891                    | 0972                    | 1011                    | 1020                    | 1162                    | 1168                    | 1176                    | 1134                    | 1206                    | 1201                    |

### Gemeindeteile

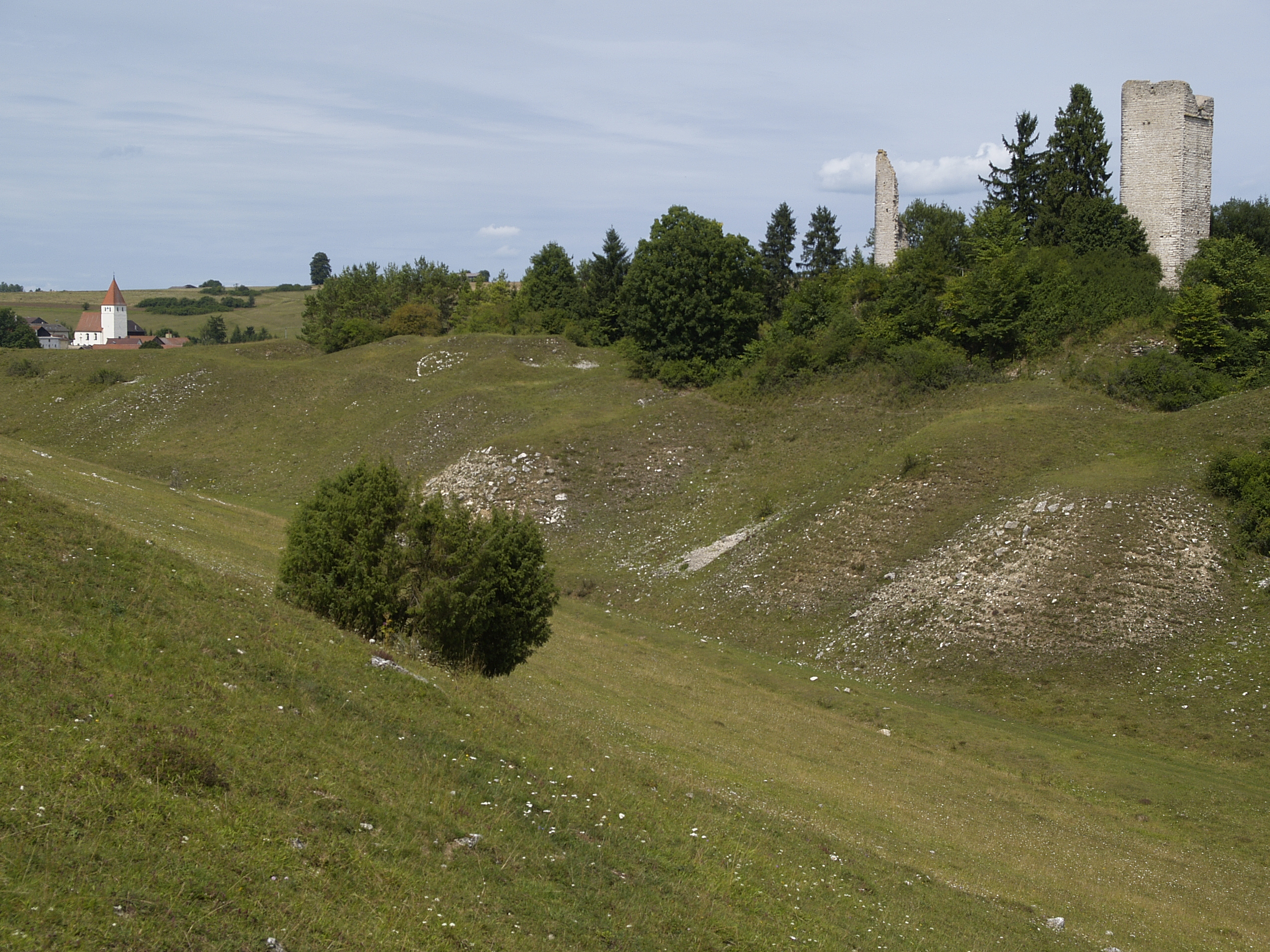
Bechthal: Dorfkirche und Ruine

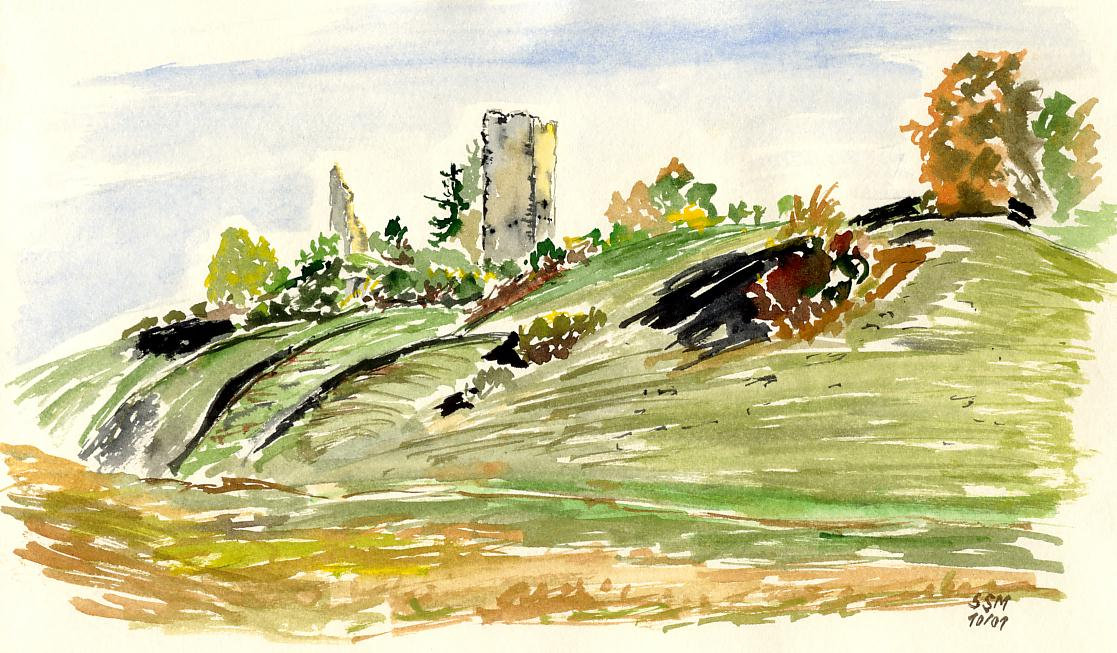
Ruine Bechthal. Aquarell von Siegfried Schieweck-Mauk, Eichstätt

- Raitenbuch

Urkundlich wurde der Ort erstmals 867 als „Rehtinbooh“ erwähnt; der Name bedeutet „Das Gerodete im Buchenwald“ oder „Hof im Walde“. Gräber aus der Steinzeit lassen auf eine wesentlich frühere Besiedelung schließen. Etwa 100 v. Chr. dürften elbgermanische Stämme die Gegend besiedelt haben. 80 n. Chr. schoben die Römer mit dem Limes ihre Grenze in diese Gegend. Später verdrängten die Alemannen die Römer, zeitweise wanderten Burgunden und Juthungen ein. Ab 506 wurde das Land planmäßig von Frankenbauern besiedelt. Ein niederes Adelsgeschlecht, das sich nach dem Ort benannte, erlosch 1333. Das Dorf und den Burgstall erwarb 1469 Wilhelm von Reichenau, Bischof von Eichstätt. Er ließ den Burgstall mit Mauer und Graben umgeben. Im selben Jahr wurde Raitenbuch der Sitz des bischöflich-eichstättischen Vogt- und Pflegeamts. Im Dreißigjährigen Krieg sank die Einwohnerzahl auf 50 ab; 1649 wütete im Ort die Pest, woran Pestkreuze in der näheren und weiteren Umgebung erinnern. 1792 wurde Raitenbuch gewaltsam von Eichstätt getrennt und gehörte bis 1806 zu Preußen, dann zu Bayern.
Im 18. Jahrhundert wurde der Burgstall, Sitz des Landgerichts, dann Dienstwohnung des Forstbeamten, zu einem Schlösschen umgestaltet, das heute noch bewohnt ist. Die erste Kirche entstand um das Jahr 1000, das heutige Gotteshaus wurde um 1900 im neugotischen Stil errichtet. Von der Nachbargemeinde Nennslingen ersteigerte man 1811 wertvolle spätgotische Altarfiguren, darunter eine als Raitenbucher Madonna bekannte Marienfigur von 1470.
Im Jahre 1952 bekam Raitenbuch eine Wasserleitung, der Kanalanschluss erfolgte 1956/1957, die Flurbereinigung wurde von 1959 bis 1962 durchgeführt.
- Reuth am Wald

Frühester Hinweis ist ein Vermerk in den Archiven, dass Bischof Gundekar II. von Eichstätt eine Kirche geweiht hat. 1486 sind zu „Reuwt“ dem Schloss Pechtal sechs Güter abgabepflichtig. Im Jahre 1600 hatte das Stift Eichstätt die Obrigkeit zu „Reith“. Die Turmuntergeschosse der Kirche St. Pantaleon sind romanisch. Das Langhaus und der Turmabschluss datieren aus dem 17. und 18. Jahrhundert.
- St. Egidi

Der Weiler wird 1452 erstmals urkundlich erwähnt. Die Kapelle und die Einsiedelei gehen wahrscheinlich auf ein königliches Jagdschloss im Weißenburger Reichswald zurück, bei dem sich eine dem Hl. Ägidius geweihte Kapelle befand. Die Kapelle wurde während des Dreißigjährigen Krieges zerstört und 1726 wieder aufgebaut.
- Bechthal

Erste Besitzer der Burg waren die 1163 erstmals erwähnten Pechthaler, Ministerialen der Eichstätter Bischöfe. Schon im 14. Jahrhundert herrschten sie selbständig über ein kleines Gebiet, das die Dörfer ringsum umfasste. Streubesitz hatten sie auch in entfernteren Orten. Die Burg wechselte ab dem Ende des 15. Jahrhunderts mehrmals den Besitzer, kam zwischen 1554 und 1557 zum Fürstbistum Eichstätt und wurde vom Pflegamt Titting-Raitenbuch verwaltet. Im Jahre 1633 wurde sie durch Geschützfeuer des schwedischen Obristen Sperreuth fast vollständig zerstört. Dorf und Kirche verbrannten, die Einwohner flüchteten nach Wengen. Die Burgruine mit dem fast 30 Meter hohen Bergfried ist heute Eigentum des Landkreises Weißenburg-Gunzenhausen. Die Filialkirche St. Margareta in Bechthal stammt aus dem 12. Jahrhundert und wurde im 17. Jahrhundert barock umgestaltet. Sie weist zwei hervorragende Kunstwerke auf: eine Sakramentsnische von 1525 und eine sitzende Madonna der Spätgotik am rechten Seitenaltar.

## Politik

### Bürgermeister
Bürgermeister ist seit 1. Mai 2020 Joachim Wegerer (FWG Raitenbuch). Er wurde ohne Gegenkandidat gewählt. Sein Vorgänger war bis 2020 Josef Dengler (Neue Liste). Er wurde im Jahr 2002 Nachfolger von Georg Schreiner sen, der seit 1984 im Amt war (Freie Wählergemeinschaft).

### Gemeinderat
In Raitenbuch gibt es 12 Gemeinderäte, die alle für die Freie Wählergemeinschaft Raitenbuch angetreten sind.

### Wappen
| Wappen von Raitenbuch | Blasonierung: „Schräg geteilt von Rot und Silber; oben ein wachsender silberner Bischofsstab, unten ein schräges grünes Buchenblatt.“ |
| Wappen von Raitenbuch | |

## Wirtschaft und Infrastruktur

### Wirtschaft einschließlich Land- und Forstwirtschaft
Im Jahre 2023 gab es nach der amtlichen Statistik 91 sozialversicherungspflichtig Beschäftigte am Arbeitsort. Sozialversicherungspflichtig Beschäftigte am Wohnort gab es 599. Im verarbeitenden Gewerbe gab es keine, im Bauhauptgewerbe gab es einen Betrieb. Zudem bestanden im Jahr 2020 32 landwirtschaftliche Betriebe mit einer landwirtschaftlich genutzten Fläche von 1073 Hektar, davon waren 818 Hektar Ackerfläche.
Im Hofladen der seit 1348 bestehenden Bergmühle in Bechthal werden lokale Produkte verkauft, angeschlossen ist eine Bäckerei.

### Bildung
Im Jahre 2024 gab es folgende Einrichtungen:
- 1 Kindertageseinrichtung: 62 genehmigte Betreuungsplätze, 73 betreute Kinder

### Tourismus und Fremdenverkehr
Im Jahre 1976 wurde der Bechthaler Weiher, ein Badeweiher, in der Nähe der Burgruine Bechthal angelegt. Dieser wird von einer Quelle gespeist, die in der Nähe des Burgbergs entspringt. Der Weiher hat eine Fläche von 1,3 Hektar mit einer Wassertiefe von maximal 2,5 Metern. Die Wasserqualität wird laufend vom Gesundheitsamt geprüft, ein örtlicher Fischereibetrieb kümmert sich um den Fischbestand und hält die Anlagen instand. 2007 erfolgte eine Sanierung des Weihers. In der Nähe des Weihers gibt es Park- und Zeltplätze.
Im Jahre 2012 wurde der etwa 3,5 Kilometer lange Montangeschichtlicher Lehrpfad Grubschwart rund um das ehemalige Grubengebiet Grubschwart eröffnet. Der Lehrpfad entstand nach der Idee und Initiative von Arthur Rosenbauer.

### Energie
Ab 2016 entsteht im Raitenbucher Forst Bayerns größter Waldwindpark.

## Persönlichkeiten
- Patrick Kammerbauer (* 1997 in Raitenbuch), Fußballspieler